# Kiyomasa Ojima
Kiyomasa Ojima (japanisch 小島 清正, Ojima Kiyomasa; * 30. Oktober 1998) ist ein japanischer Biathlet und vormaliger Skilangläufer, der seit 2023 im Biathlon-Weltcup startet.

## Sportliche Laufbahn
Kiyomasa Ojima gab sein internationales Debüt im Dezember 2018 im Skilanglauf-Far-East-Cup und startete in dieser Sportart bis Anfang 2021 nahezu ausschließlich auf dieser Ebene, als bestes Resultat kam dabei ein 22. Rang bei einem Wettkampf über 15 Kilometer Klassisch in Shiramine zustande. Zudem bestritt er einige FIS-Rennen und nahm von 2019 bis 2021 an den japanischen Meisterschaften teil, spielte jedoch auch dort keine Rolle um vordere Platzierungen.
Zur Saison 2022/23 wechselte Ojima zum Biathlonsport und gab im November 2022 in Idre sein Debüt im IBU-Cup. Mitte Januar 2023 startete der Japaner in Antholz erstmals im Weltcup und belegte nach fünf Fehlern im Sprint Rang 96. Seine ersten beiden Ranglistenpunkte auf der zweithöchsten Ebene gewann er als 39. des Einzels bei den Europameisterschaften, daraufhin nahm er auch an den Weltmeisterschaften in Oberhof teil und erreichte mit Rang 73 im Sprint sein bis heute bestes Ergebnis auf der höchsten Wettkampfstufe. Auch im Winter 2023/24 lief Ojima zunächst im IBU-Cup und nach zwei Top-50-Platzierungen auch wieder im Weltcup, erneut bestritt er zudem die Weltmeisterschaften und belegte die Ränge 96 und 95 in Einzel und Sprint. Im Februar 2025 gelang dem Japaner sein bisher größter Karriereerfolg, da er gemeinsam mit Mikito Tachizaki, Masaharu Yamamoto und Tsukasa Kobonoki die Goldmedaille im Staffelrennen der Asienspiele gewinnen konnte.

## Persönliches
Ojima stammt aus der Präfektur Miyagi und studierte an der Tōyō-Universität in Tokio.

## Statistiken

### Weltcupplatzierungen
Die Tabelle zeigt alle Platzierungen (je nach Austragungsjahr einschließlich Olympische Spiele und Weltmeisterschaften).
- 1.–3. Platz: Anzahl der Podiumsplatzierungen
- Top 10: Anzahl der Platzierungen unter den ersten zehn (einschließlich Podium)
- Punkteränge: Anzahl der Platzierungen innerhalb der Punkteränge (einschließlich Podium und Top 10)
- Starts: Anzahl gelaufener Rennen in der jeweiligen Disziplin
- Staffel: inklusive Mixed- und Single-Mixed-Staffeln

| Platzierung               | Einzel | Sprint | Verfolgung | Massenstart | Staffel | Gesamt |
| ------------------------- | ------ | ------ | ---------- | ----------- | ------- | ------ |
| 1. Platz                  |        |        |            |             |         |        |
| 2. Platz                  |        |        |            |             |         |        |
| 3. Platz                  |        |        |            |             |         |        |
| Top 10                    |        |        |            |             |         |        |
| Punkteränge               |        |        |            |             | 2       | 2      |
| Starts                    | 2      | 7      |            |             | 2       | 11     |
| Stand: Saisonende 2024/25 |        |        |            |             |         |        |

### Biathlon-Weltmeisterschaften

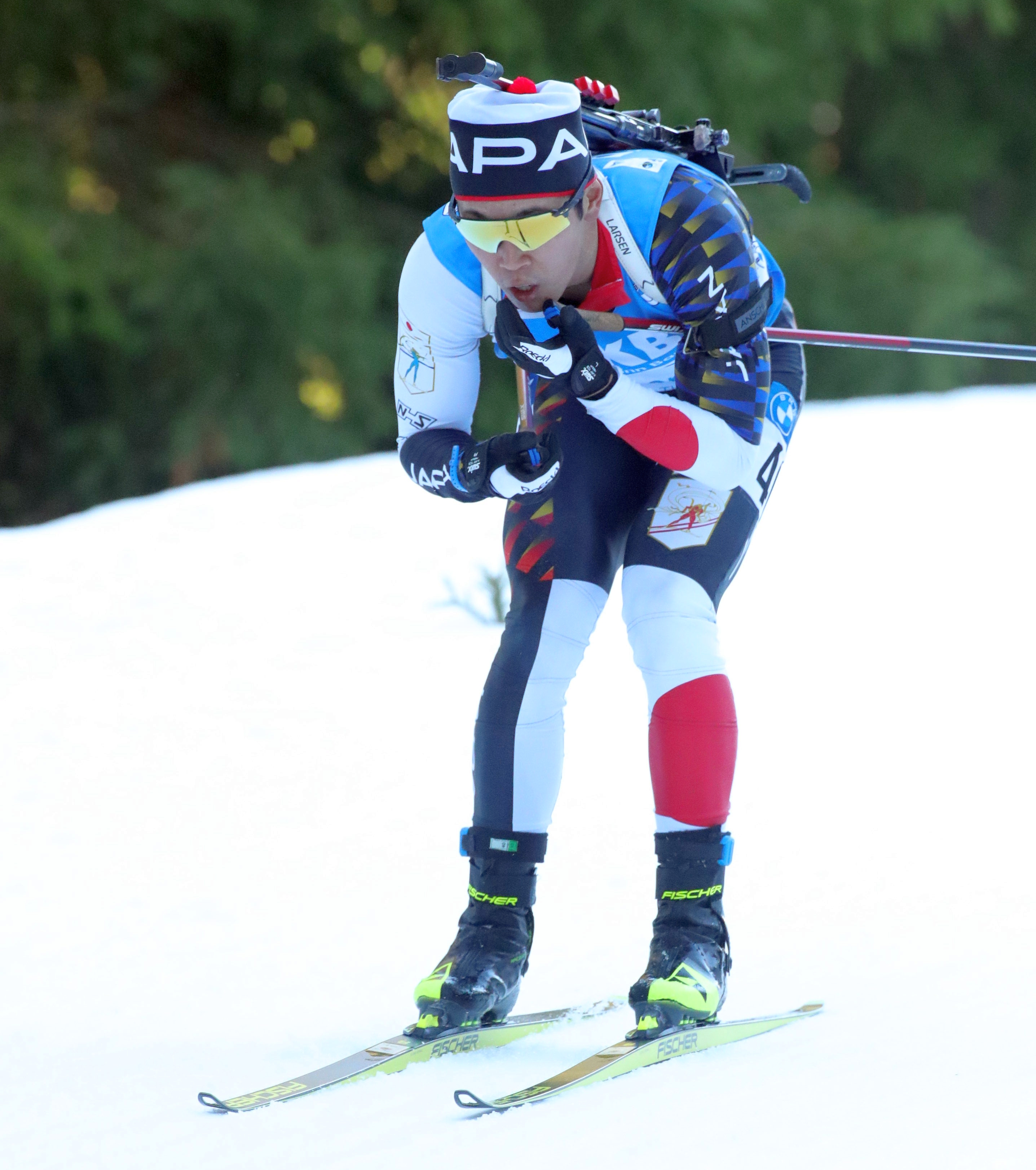
Ojima während des Einzelwettkampfes bei der WM 2023

Ergebnisse bei den Weltmeisterschaften:
| Weltmeisterschaften | Weltmeisterschaften | Einzelwettbewerbe | Einzelwettbewerbe | Einzelwettbewerbe | Einzelwettbewerbe | Staffelwettbewerbe | Staffelwettbewerbe | Staffelwettbewerbe |
| Jahr                | Ort                 | Einzel            | Sprint            | Verfolgung        | Massenstart       | Herrenstaffel      | Mixedstaffel       | S.-M.-Staffel      |
| ------------------- | ------------------- | ----------------- | ----------------- | ----------------- | ----------------- | ------------------ | ------------------ | ------------------ |
| 2023                | Oberhof             | 99.               | 73.               | –                 | –                 | 21.                | 19.                | –                  |
| 2024                | Nové Město          | 96.               | 95.               | –                 | –                 | –                  | 24.                | –                  |